# Rinascenza liutprandea

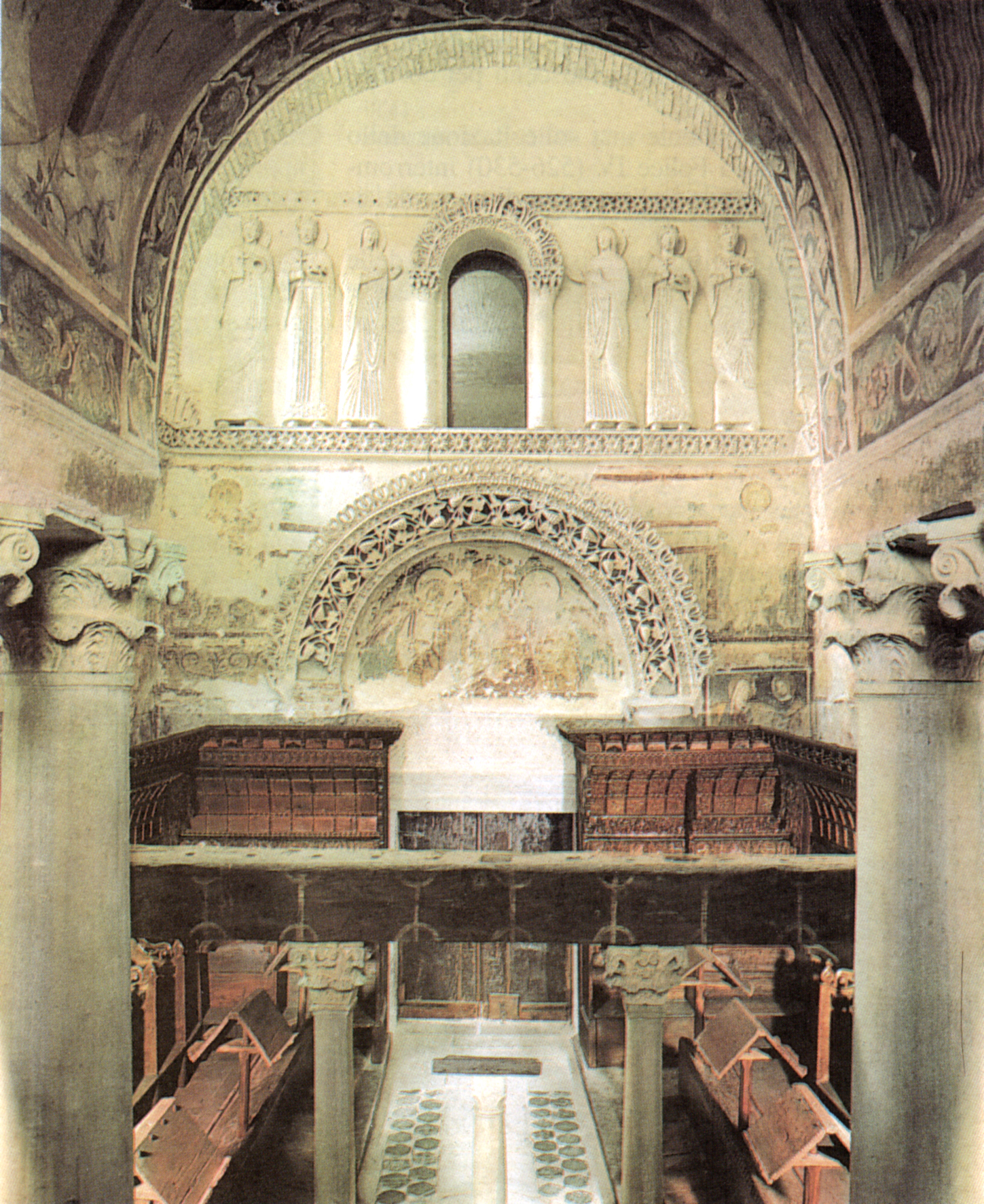
Tempietto di Cividale del Friuli

La cosiddetta Rinascenza liutprandea è un periodo della storia dell'arte longobarda situato all'inizio dell'VIII secolo, in particolare nel decennio 730-740 circa.
Nei primi decenni dell’VIII secolo, grazie al rifiorire degli scambi commerciali e della mobilità delle persone e delle idee, sia all’interno sia all’esterno del regno, l’arte longobarda conobbe una fase di grande fioritura, che diede origine a un periodo definito dagli studiosi “Rinascenza liutprandea”, sottolineando così la ripresa di modelli di età romana, le influenze bizantine e il legame (non diretto, ma solo di contemporaneità) tra il filone artistico e re Liutprando.
Tali novità sono particolarmente evidenti nella scultura ornamentale, che ora si discosta dalle tradizioni decorative germaniche, riprendendo temi della cultura cristiana e di quella classica (come le figure di pavoni, cervi, leoni e tralci vegetali) e reinterpretandoli con un nuovo linguaggio figurato, più delicato e luminoso. Si trattò di un filone artistico che interessò, pur con forti differenze (soprattutto nella qualità delle opere) tra “centro” e “periferia”, l’intero regno e che ebbe il suo fulcro nella capitale Pavia, da dove si irradiò in altre aree sottoposte a Liutprando. L’ambiente della corte, che aveva sede nel palazzo Reale, era molto colto e raffinato e nella sua scuola si formarono intellettuali come Paolo Diacono; testimonianza del gusto della classe dirigente laica ed ecclesiastica che faceva a capo a Liutprando sono soprattutto le epigrafi metriche, come quella da Santa Maria delle Pertiche e Sant’Agata al Monte a Pavia, e la lastra tombale di Cumiano a Bobbio (donata dal re all’abbazia di San Colombano).
Le testimonianze più alte della “rinascenza liutprandea” sono la cassetta argentea (forse donata da Liutprando stesso) dove sono conservate le reliquie di Sant’Agostino nella basilica di San Pietro in Ciel d’Oro, i plutei di Teodote, provenienti dal monastero di Santa Maria Teodote, il frammento di pluteo con testa di agnello dal palazzo Reale (fatto realizzare da Liutprando) di Corteolona, tutte opere conservate presso i Musei Civici di Pavia, la Lastra con pavone conservata nella chiesa di San Salvatore a Brescia, all'interno del percorso espositivo del museo di Santa Giulia, il ciborio della Pieve di San Giorgio di Valpolicella, l'altare del Duca Ratchis e il Battistero di Callisto conservati nel Museo Cristiano di Cividale del Friuli e il capolavoro architettonico di questa epoca, il cosiddetto Tempietto longobardo, che ancora conserva gran parte della decorazione originale dell'VIII secolo.
Questo recupero di forme e stili antichi, pur sempre interpretati secondo la diversa sensibilità dei longobardi, si inserì a pieno titolo nel filone che segna la continuità dell'arte classica anche nell'alto medioevo, che proseguì con l'arte carolingia e ottoniana, grazie anche alla presenza di artisti di formazione longobarda nei grandi cantieri dell'VIII e IX secolo.